# Labrocerus moerens
Labrocerus moerens är en skalbaggsart som beskrevs av Sharp 1908. Labrocerus moerens ingår i släktet Labrocerus och familjen ängrar. Inga underarter finns listade i Catalogue of Life.